# Vereenvoudigde Chinese karakters
Vereenvoudigde Chinese karakters vormen de vereenvoudigde karakterset van het Chinees schrift, die wordt gebruikt bij het schrijven van de Chinese talen. Zij zijn ontstaan tussen 1950 en 1960, toen de regering van de Volksrepubliek China een aantal karakters wijzigde. Daarnaast bleef in bepaalde Chineessprekende gebieden ook de ongewijzigde karakterset bestaan. Zij vormen de 'traditionele Chinese karakters'.

## De vereenvoudiging
In de jaren 1950 besloot de Chinese regering dat het Chinese schrift vereenvoudigd moest worden om het analfabetisme terug te dringen. Het uitgangspunt was dat de Chinese karakters te moeilijk te schrijven waren en dat het Chinese schrift minder problemen zou opleveren als de karakters makkelijker aan te leren waren. Er was veel analfabetisme onder arme mensen en boeren, die meer dan de helft van de Chinese bevolking uitmaakten. Dat percentage is sinds de invoering van vereenvoudigde karakters behoorlijk gedaald, maar daarin kan de verhoogde investering in het onderwijs ook een rol hebben gespeeld.
Er waren twee manieren van vereenvoudiging:
- De vereenvoudiging van hele karakters.
- De vereenvoudiging van radicalen. Met het vereenvoudigen van één radicaal werden alle karakters met die radicaal in één klap vereenvoudigd.

Op deze manier werd in de jaren 50 een grote groep karakters vereenvoudigd. De vereenvoudigde karakters werden op school onderwezen en zijn sindsdien gangbaar in de Volksrepubliek China. Het vereenvoudigen is niet willekeurig gedaan, veel van de ingevoerde vereenvoudigingen werden al eeuwen gebruikt in handschrift, om zo sneller te kunnen schrijven.
In de jaren 60, tijdens de Culturele Revolutie, wilde men een groep karakters nog veel verder vereenvoudigen, maar deze maatregel vond uiteindelijk geen doorgang. Mao Zedong had zelfs plannen om heel het Chinese schriftsysteem te verwerpen en voortaan alleen het pinyin te gebruiken, Latijns schrift dus, vergelijkbaar met het Vietnamees schrift, maar dat zorgde voor veel verzet in de Chinese regering, waardoor Mao's plannen niet doorgingen.
Naast de Volksrepubliek gebruikt ook Singapore het vereenvoudigde schrift. Buiten deze gebieden, zoals in Taiwan, Hongkong en Macau, blijft men in het traditionele schrift schrijven, vaak uit politieke overwegingen. Welke variant overzeese Chinezen gebruiken kan eveneens afhangen van hun politieke visie op de Volksrepubliek.

## Voors en tegens
Welke variant moet worden geleerd is afhankelijk van de reden om Chinees te leren schrijven. Blijft het gebruik beperkt tot recente teksten uit de Volksrepubliek, dan volstaat het vereenvoudigde schrift. Voor het Nederlandse taalgebied is de Teleaccursus Ni Hao uit 1985 hiervan een voorbeeld. Historische teksten zijn echter geschreven in traditionele karakters en zijn grotendeels onleesbaar zonder kennis van het oude schrift. De huidige karakters zijn rechtstreeks voortgekomen uit het orakelbottenschrift dat in 13e eeuw v.Chr. al ver ontwikkeld was, zodat sommige Chinese karakters een historie van veel meer dan 3000 jaar hebben.
Op de universiteit van Leiden begint Chinese schrijfvaardigheid steeds met het leren van de traditionele karakters. Na voldoende oefening kan dan vrij snel de vereenvoudigde variant worden geleerd.

## Voorbeelden
In de tabel staan links de traditionele vorm van de karakters, rechts de vereenvoudigde vorm. Dit zijn slechts enkele van de vele vereenvoudigde karakters.
| Traditioneel Chinees | Vereenvoudigd Chinees |
| -------------------- | --------------------- |
| 發 & 髮              | 发                    |
| 見                   | 见                    |
| 體                   | 体                    |
| 貝                   | 贝                    |
| 東                   | 东                    |
| 車                   | 车                    |
| 長                   | 长                    |
| 門                   | 门                    |
| 選                   | 选                    |
| 韋                   | 韦                    |
| 讓                   | 让                    |
| 風                   | 风                    |
| 飛                   | 飞                    |
| 電                   | 电                    |
| 馬                   | 马                    |
| 樂                   | 乐                    |
| 烏                   | 乌                    |
| 鳥                   | 鸟                    |
| 麥                   | 麦                    |
| 塵                   | 尘                    |
| 齊                   | 齐                    |
| 齒                   | 齿                    |
| 龍                   | 龙                    |
| 龜                   | 龟                    |